# Duke Dutkowski
Joseph Dutkowski, dit Duke Dutkowski, (né le 31 août 1902 à Regina au Canada - mort le 26 septembre 1976) est un joueur professionnel canadien de hockey sur glace qui évoluait au poste de défenseur,.

## Biographie
Né à Regina, Dukowski débute dans les équipes amateurs locales. En 1921, il est recruté comme agent libre par les Sheiks de Saskatoon de la Western Canada Hockey League. Toujours dans la WCHL, il joue ensuite pour les Capitals de Regina puis pour les Rosebuds de Portland. Lorsque la WCHL (devenue entre-temps la Western Hockey League) doit fermer ses portes en 1926, il intègre la nouvelle franchise des Black Hawks de Chicago dans la Ligue nationale de hockey. Après un intermède de deux saisons dans l'Association américaine de hockey, il est prêté aux Black Hawks dont il devient le capitaine pour la saison 1929-1930. Il termine sa carrière professionnelle en 1934.
Avant sa mort, il demande que le « T » disparaisse de son nom.

## Statistiques
Pour les significations des abréviations, voir Statistiques du hockey sur glace.
| Saison     | Équipe                  | Ligue      |     | Saison régulière | Saison régulière | Saison régulière | Saison régulière | Saison régulière |    | Séries éliminatoires | Séries éliminatoires | Séries éliminatoires | Séries éliminatoires | Séries éliminatoires |
| Saison     | Équipe                  | Ligue      | PJ  | B                | A                | Pts              | Pun              | PJ               | B  | A                    | Pts                  | Pun                  |                      |                      |
| 1916-1917  | Victorias de Regina     | S-SSHL     | 3   | 0                | 1                | 1                | 0                |                  |    |                      |                      |                      |                      |                      |
| 1917-1918  | Pats de Regina          | RCJHL      | 6   | 12               | 2                | 14               | 6                | 5                | 13 | 8                    | 21                   | 7                    |                      |                      |
| 1918-1919  | Pats de Regina          | RCJHL      | 10  | 40               | 8                | 48               | 6                | 1                | 2  | 0                    | 2                    | 6                    |                      |                      |
| 1918-1919  | Pats de Regina          | M-Cup      | 7   | 30               | 6                | 36               | 6                |                  |    |                      |                      |                      |                      |                      |
| 1919-1920  | Pats de Regina          | RJrHL      | 5   | 14               | 1                | 15               | 16               |                  |    |                      |                      |                      |                      |                      |
| 1919-1920  | Reginas                 | S-SSHL     | 1   | 0                | 0                | 0                | 0                |                  |    |                      |                      |                      |                      |                      |
| 1919-1920  | Braves de Regina        | S-SSHL     | 1   | 1                | 0                | 1                | 0                |                  |    |                      |                      |                      |                      |                      |
| 1920-1921  | Victorias de Regina     | SSHL       | 14  | 4                | 1                | 5                | 42               | 4                | 1  | 0                    | 1                    | 6                    |                      |                      |
| 1921-1922  | Sheiks de Saskatoon     | WCHL       | 21  | 13               | 2                | 15               | 19               |                  |    |                      |                      |                      |                      |                      |
| 1922-1923  | Capitals de Regina      | WCHL       | 29  | 6                | 0                | 6                | 20               | 2                | 0  | 1                    | 1                    | 2                    |                      |                      |
| 1923-1924  | Capitals de Regina      | WCHL       | 30  | 8                | 3                | 11               | 39               | 2                | 0  | 0                    | 0                    | 6                    |                      |                      |
| 1924-1925  | Capitals de Regina      | WCHL       | 27  | 13               | 4                | 17               | 86               |                  |    |                      |                      |                      |                      |                      |
| 1925-1926  | Rosebuds de Portland    | WHL        | 29  | 5                | 7                | 12               | 46               |                  |    |                      |                      |                      |                      |                      |
| 1926-1927  | Black Hawks de Chicago  | LNH        | 28  | 3                | 2                | 5                | 16               | 2                | 0  | 0                    | 0                    | 0                    |                      |                      |
| 1927-1928  | Pla-Mors de Kansas City | AHA        | 37  | 9                | 3                | 12               | 87               | 3                | 0  | 0                    | 0                    | 2                    |                      |                      |
| 1928-1929  | Pla-Mors de Kansas City | AHA        | 40  | 10               | 5                | 15               | 101              |                  |    |                      |                      |                      |                      |                      |
| 1929-1930  | Black Hawks de Chicago  | LNH        | 44  | 7                | 10               | 17               | 42               | 2                | 0  | 0                    | 0                    | 6                    |                      |                      |
| 1930-1931  | Black Hawks de Chicago  | LNH        | 25  | 1                | 3                | 4                | 28               |                  |    |                      |                      |                      |                      |                      |
| 1930-1931  | Americans de New York   | LNH        | 12  | 1                | 1                | 2                | 12               |                  |    |                      |                      |                      |                      |                      |
| 1931-1932  | Eagles de New Haven     | Can-Am     | 40  | 6                | 9                | 15               | 102              | 2                | 0  | 1                    | 1                    | 6                    |                      |                      |
| 1932-1933  | Americans de New York   | LNH        | 48  | 4                | 7                | 11               | 43               |                  |    |                      |                      |                      |                      |                      |
| 1933-1934  | Americans de New York   | LNH        | 9   | 0                | 1                | 1                | 11               |                  |    |                      |                      |                      |                      |                      |
| 1933-1934  | Black Hawks de Chicago  | LNH        | 5   | 0                | 0                | 0                | 2                |                  |    |                      |                      |                      |                      |                      |
| 1933-1934  | Rangers de New York     | LNH        | 29  | 0                | 6                | 6                | 18               | 2                | 0  | 0                    | 0                    | 0                    |                      |                      |
| 1933-1934  | Stars de Syracuse       | LIH        | 4   | 0                | 0                | 0                | 8                |                  |    |                      |                      |                      |                      |                      |
| Totaux LNH | Totaux LNH              | Totaux LNH | 200 | 16               | 30               | 46               | 172              | 6                | 0  | 0                    | 0                    | 6                    |                      |                      |